# Bridging the Gap
Bridging the Gap är ett studioalbum av den amerikanska musikgruppen Black Eyed Peas. Det gavs ut den 26 september 2000 och innehåller 14 låtar.

## Låtlista
| Nr  | Titel                | Längd |
| --- | -------------------- | ----- |
| 1.  | BEP Empire           | 4:40  |
| 2.  | Weekends             | 4:47  |
| 3.  | Get Original         | 2:52  |
| 4.  | Hot                  | 4:04  |
| 5.  | Cali to New York     | 4:47  |
| 6.  | Lil' Lil'            | 4:10  |
| 7.  | On My Own            | 3:52  |
| 8.  | Release              | 5:07  |
| 9.  | Bridging the Gaps    | 4:56  |
| 10. | Go Go                | 4:53  |
| 11. | Rap Song             | 3:33  |
| 12. | Bringing It Back     | 3:34  |
| 13. | Tell Your Momma Come | 3:14  |
| 14. | Request + Line       | 9:21  |

## Listplaceringar
| Lista       | Topplacering |
| ----------- | ------------ |
| Australien  | 37           |
| Nya Zeeland | 18           |